# Louis Petrucciani
Louis Petrucciani (* 9. April 1958 in Toulon) ist ein französischer Jazzmusiker (Kontrabass).
Petrucciani entstammt einer Musikerfamilie; Tony Petrucciani ist sein Vater, Michel Petrucciani sein Bruder. 1967 entdeckte er den Kontrabass. Neben einer soliden klassischen Ausbildung spielte er Jazz im Familientrio (teilweise auch mit seinem Bruder Philippe an der Gitarre), seit 1980 auch mit Bernard Lubat, André Jaume, Aldo Romano, Lee Konitz und Mike Zwerin. 1982 studierte er in den USA bei Chuck Israels und Percy Heath.
Zurück in Frankreich arbeitete er drei Jahre lang einerseits mit Barre Phillips, andererseits mit Bobby Few, Eliot Zigmund, Bob Malach, Sangoma Everett, Claude Nougaro, Alain Jean-Marie, Talib Kibwe, Christiane Legrand, Franck Avitabile und Philip Catherine. Er spielte weiterhin im Trio mit seinem Vater Tony und seinem Bruder Michel.  
Unter seinem Namen erschienen fünf Alben; weiterhin nahm mehr als zwanzig Alben als Begleiter auf, davon fünf Alben mit seinem Bruder Michel (darunter ein Live-Album in Japan mit Lenny White).

## Diskographische Hinweise
- Joshua Breakstone, Louis Petrucciani, Christian Ton Ton Salut Memoire: The French Sessions, Vol. 2 (2005)
- Louis Petrucciani Collectif 32 cordes (2004, mit Mario Stantchev, Jean-Pierre Llabrador, Michel Munoz, Guillaume Contré)
- Mister Light (1991, Horace Parlan, Wilby Fletcher, Abdou M’Boup)
- The Librarian (1990, mit Bob Malach, Michel Petrucciani, Horace Parlan, Eliot Zigmund)
- Petrucciani Trio Darn That Dream (Celluloid 1982, mit Michel und Tony Petrucciani)